# Арланівська сільська рада
Арла́нівська сільська рада — муніципальне утворення у складі Краснокамського району Башкортостану, Росія. Адміністративний центр — село Арлан.
Станом на 2002 рік сільська рада мала назву Арланська сільська рада.

## Населення
Населення — 1350 осіб (2019, 1411 в 2010, 1320 в 2002).

## Склад
До складу поселення входять такі населені пункти:
| Населений пункт         | Населення, осіб (2002) | Населення, осіб (2010) |
| ----------------------- | ---------------------- | ---------------------- |
| Арлан, село             | 734                    | 755                    |
| Івановка, присілок      | 32                     | 13                     |
| Можари, село            | 319                    | 393                    |
| Новобалтачево, присілок | 34                     | 30                     |
| Новоуразаєво, присілок  | 170                    | 184                    |
| Староуразаєво, присілок | 31                     | 36                     |